# Phạm Ngọc Đa
Phạm Ngọc Đa (1938 – 30 tháng 8 năm 1953) là một liệt sĩ thiếu niên trong thời kỳ kháng chiến chống Pháp của Việt Nam, đồng thời là một trong số ít các thiếu niên Việt Nam được truy tặng danh hiệu Anh hùng lực lượng vũ trang nhân dân.

## Tiểu sử
Phạm Ngọc Đa sinh năm 1938 tại làng Phác Xuyên, xã Bạch Đằng, huyện Tiên Lãng, thành phố Hải Phòng trong một gia đình lao động nghèo, cha mẹ mất sớm. Vì vậy, Đa phải đi ở cho một nhà giàu. Năm 15 tuổi, Phạm Ngọc Đa trở thành đội viên du kích xã, làm giao liên, trinh sát và trực tiếp tham gia chiến đấu trong những năm kháng chiến chống thực dân Pháp. Phạm Ngọc Đa được chọn vào tổ quân báo của du kích làm nhiệm vụ theo dõi quân pháp, đặt mìn, vót chông, giấu người của Việt Minh xuống hầm bí mật.
Trong giai đoạn này, thực dân Pháp đánh chiếm nội thành Hải Phòng và chuẩn bị càn quét để mở rộng vùng chiếm đóng ra ngoại thành, trong đó có huyện Tiên Lãng. Sáng ngày 28 tháng 08 năm 1953, quân Pháp mở chiến dịch càn quét với quy mô lớn mang tên Cloche (quả chuông) vào toàn huyện Tiên Lãng. Đến ngày 30/8/1953, làng Phác Xuyên chìm trong lửa đạn của quân Pháp. Trước hỏa lực của quân Pháp, các du kích quân buộc phải rút xuống hầm trú ẩn. Quân Pháp tràn vào làng đốt phá, lùng sục. Không may cho Phạm Ngọc Đa, quân Pháp đặt súng cối trên nóc hầm bí mật của anh nên đất sụt xuống. Quân Pháp nghi ngờ, đào bới tìm ra hầm và bắt được Đa cùng một số du kích quân khác. Phạm Ngọc Đa bị bắt trói và tra tấn nhằm chỉ ra các hầm bí mật còn lại. Do nhất quyết không khai nên anh đã bị hành quyết cho đến chết. Tấm gương của thiếu niên du kích Phạm Ngọc Đa sau này được nhắc đến trong nhiều tài liệu giáo dục lịch sử của Đội Thiếu niên Tiền phong Hồ Chí Minh và Đoàn Thanh niên Cộng sản Hồ Chí Minh bên cạnh những tấm gương anh hùng thiếu niên khác.

## Vinh danh
Năm 1997, Phạm Ngọc Đa được truy tặng danh hiệu Anh hùng lực lượng vũ trang nhân dân. Tượng đài và nhà tưởng niệm Phạm Ngọc Đa được lần lượt xây dựng năm 2003 và 2012 tại huyện Tiên Lãng, quê hương anh.

## Hình tượng trong văn học nghệ thuật
Phạm Ngọc Đa làm đề tài cho một số tác phẩm văn học nghệ thuật như truyện Phạm Ngọc Đa của nhà văn Xuân Sách, bài hát Gương sáng Phạm Ngọc Đa của nhạc sĩ Thế Vinh.